# Rosalie Küchler-Ming
Rosalie Küchler-Ming (Sarnen, 3 januari 1882 - aldaar, 26 juni 1946) was een Zwitserse schrijfster.

## Biografie
Rosalie Küchler-Ming was een dochter van Peter Anton Ming. In 1904 huwde ze Josef Küchler, een rechter. Ze werd moeder van vijf kinderen. In 1920 publiceerde ze een kerstverhaal onder de titel Das Schaukelpferd und die kleinen Engelein. Nadien volde enkele theaterstukken, zoals de dialectcomedie Dr Amerikaner in 1923 of het drama Das Stauwerk in 1925. Haar meest interessante werken waren echter haar historische verhalen, zoals Die Lauwiser und ihr See uit 1935, Die Lauwiser im Krieg uit 1936, Die Lauwiser und ihr Pfarrer uit 1939, Unseres lieben Herrgotts Orgel uit 1937 (over Nicolaas van Flüe) en Erni vom Melchi uit 1948 (over Arnold von Melchtal).

## Werken
- (de)  Das Schaukelpferd und die kleinen Engelein, 1920.
- (de)  Dr Amerikaner, 1923.
- (de)  Das Stauwerk, 1925.
- (de)  Die Lauwiser und ihr See', 1935.
- (de)  Die Lauwiser im Krieg, 1936.
- (de)  Unseres lieben Herrgotts Orgel, 1937.
- (de)  Die Lauwiser und ihr Pfarrer, 1939.
- (de)  Erni vom Melchi, 1948.

- Gemeinsame Normdatei: 116581395
- Historisch woordenboek van Zwitserland: 012054
- Virtual International Authority File: 49980613
- WorldCat: E39PBJf8B34QRrcDbHDFWfp3wC